# Gerrit Jan van Heuven Goedhart

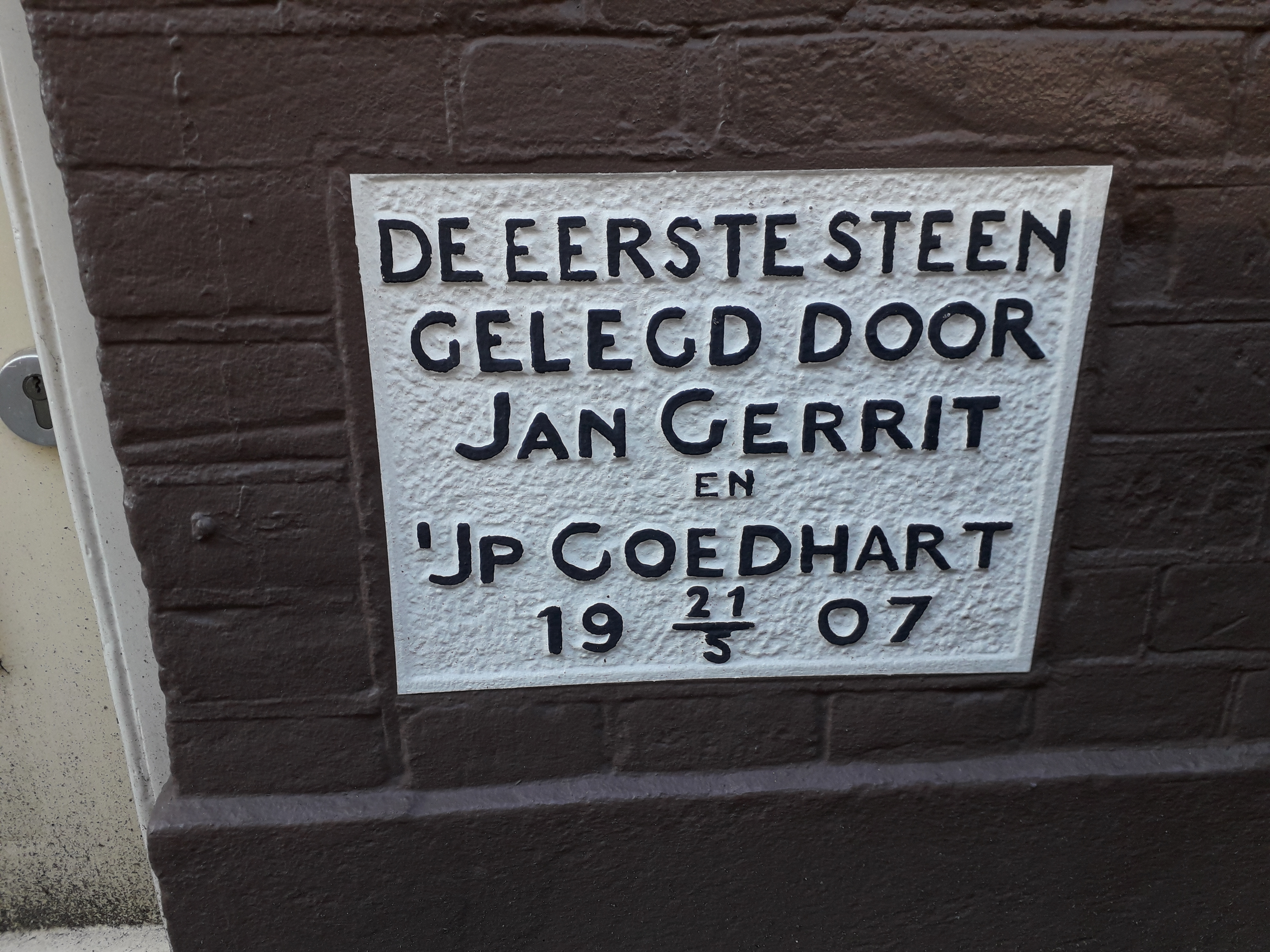
Eerste steen in het geboortehuis van G.J. Goedhart (Boekhandel Los, Bussum)

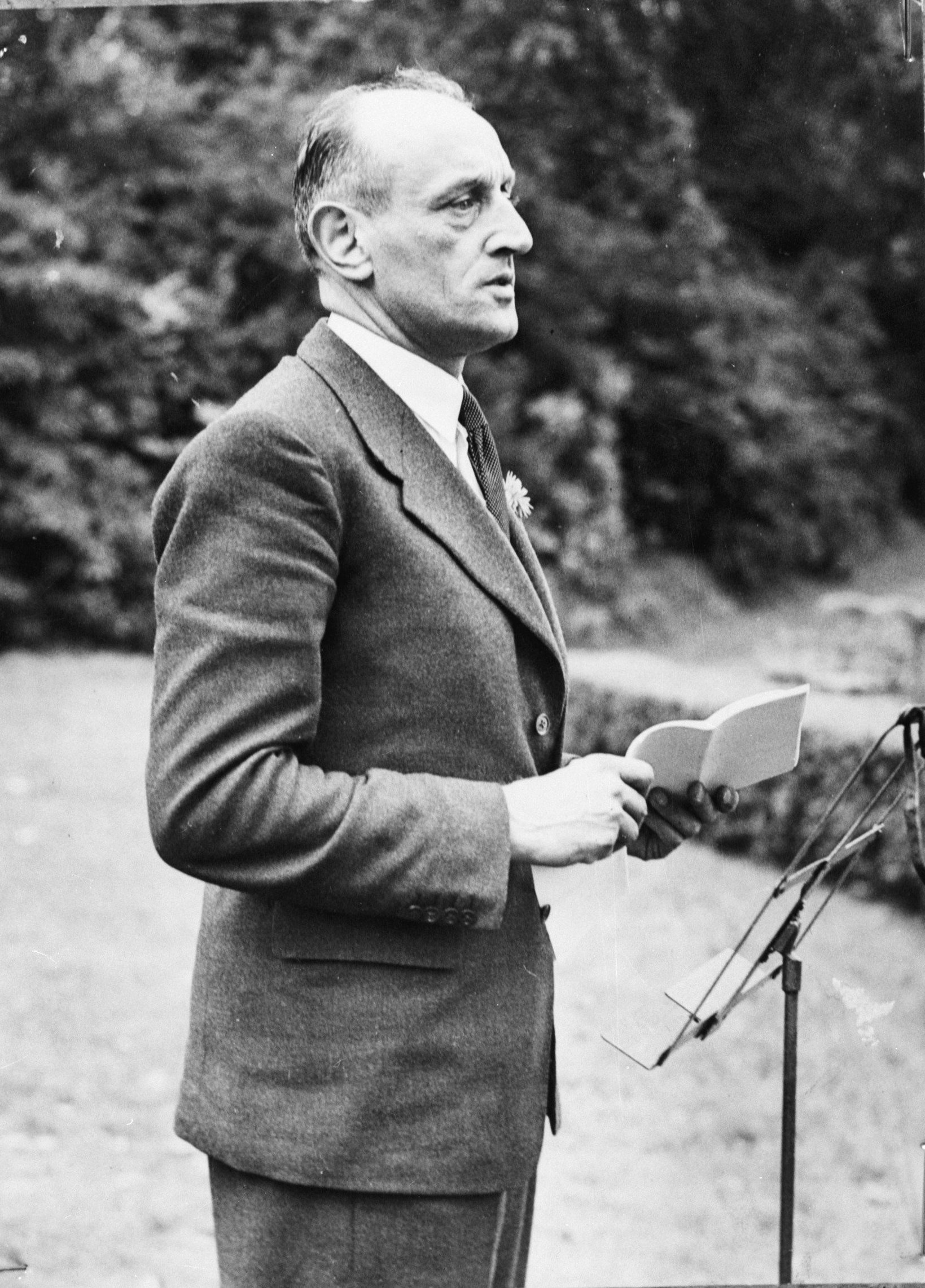
Van Heuven Goedhart in Regent's Park, London op 31 augustus 1944

Gerrit Jan van Heuven Goedhart (Bussum, 19 maart 1901 – Genève, 8 juli 1956) was een Nederlands journalist, politicus en verzetsstrijder.
Van Heuven Goedhart (Van Heuven was zijn toegevoegde moedersnaam) was een domineeszoon, die na zijn rechtenstudie aan de Rijksuniversiteit Leiden al als 28-jarige hoofdredacteur werd van De Telegraaf. Hij werd na drie jaar ontslagen, na een conflict met Telegraaf-eigenaar Hak Holdert. Van het Utrechts Nieuwsblad maakte hij vervolgens in de jaren dertig door zijn opstelling jegens nazi-Duitsland een gezaghebbende krant. In deze tijd was hij ook vice-voorzitter van het Comité van Waakzaamheid van Nederlandsche Intellectueelen tegen het nationaalsocialisme.

## Tweede Wereldoorlog

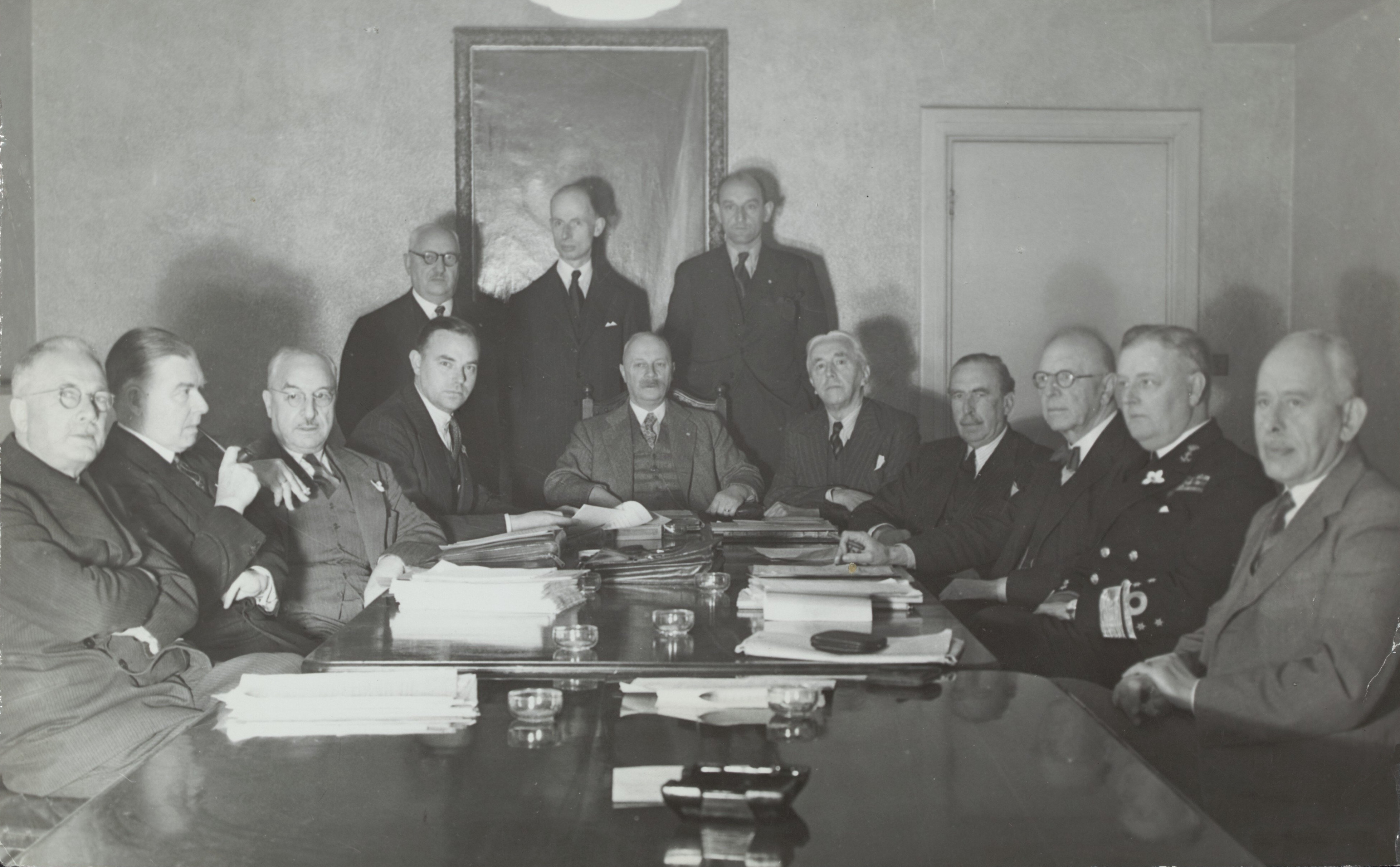
Van Heuven Goedhart (staand, rechts) als minister van Justitie in 1944

### Verzet
Tijdens de bezetting schreef Van Heuven Goedhart onder meer artikelen voor het illegale Parool. Zijn schuilnamen waren 'De Graaf' en 'Van der Velde'. Nadat vrijwel de voltallige leiding van het blad eind 1942 was opgepakt, werd Van Heuven Goedhart aangezocht de eindredactie op zich te nemen. Zijn broer Johannes Frans Goedhart (Engelandvaarder) werd op 15 augustus 1942 gefusilleerd, nadat hij was gearresteerd voor wapenbezit en het hebben van documenten voor de regering in ballingschap in Londen.
Hij leidde Het Parool samen met Kees de Groot tot april 1944. De oplage van Het Parool steeg in deze periode spectaculair tot plm. 40.000. Na zijn vertrek naar Londen werd de hoofdredactie opnieuw ter hand genomen door Frans Goedhart (geen familie), die medio 1943 had weten te ontsnappen uit Kamp Vught.

### Engelandvaart
Bij een nieuwe arrestatiegolf vanaf 21 januari 1944 wist van Heuven Goedhart de dans te ontspringen, maar zijn identiteit en signalement (hij was ruim 1,90 m lang) raakten bekend bij de Sicherheitspolizei. Mede daarom werd besloten hem als Engelandvaarder met behulp van de Dutch-Paris verzetsorganisatie naar Londen te sturen om de regering in ballingschap in te lichten over de situatie in de illegaliteit. Via Sittard, waar hij een Belgisch identiteitsbewijs kreeg, en Leuven bereikte hij Brussel, waar zijn begeleider hem overdroeg aan E.S. Chait, een Rotterdamse houthandelaar die hem naar Valenciennes bracht. Via Parijs en Toulouse bereikte hij Andorra in de Pyreneeën, die hij met behulp van de berggids Pierre Treillet te voet overstak. Via het neutrale Spanje bereikte hij Gibraltar, vanwaar hij naar Engeland vloog.

### Londen
Per 11 juli 1944 werd hij benoemd tot minister van Justitie in het kabinet-Gerbrandy II. Dit was een onaangename verrassing voor de Duitsers, die in de waan verkeerden dat Van Heuven Goedhart nog in Nederland verbleef en in het bijzonder op hem jacht hadden gemaakt. Hij bleef aan als minister tot 23 februari 1945, toen hij ontslag moest nemen wegens conflicten met de illegaliteit in het bevrijde zuiden en vermoedelijk ook met koningin Wilhelmina over een buitenechtelijke verhouding in Londen.
Zijn plaats in de Parool-redactie werd tot het eind van de oorlog overgenomen door Simon Carmiggelt.
In Londen was hij nauw betrokken bij de totstandkoming en de samenstelling van het College van Vertrouwensmannen dat tot taak had om vanaf de bevrijding tot de terugkeer van de regering in Nederland als regeringsvertegenwoordiging op te treden en zo te voorkomen dat er tijdelijk een gezagsvacuüm zou ontstaan.

## Na de bevrijding
Vanaf 1945 was hij hoofdredacteur van Het Parool en vanaf 1947 ook Eerste Kamerlid voor de PvdA. In 1950 werd hij benoemd tot de eerste hoge commissaris voor de Vluchtelingen van de Verenigde Naties. Bij Het Parool werd hij opgevolgd door P.J. Koets. Tijdens zijn ambtsperiode ontving het Hoge Commissariaat de Nobelprijs voor de Vrede.
Workaholic Van Heuven Goedhart stierf op 55-jarige leeftijd plotseling, in Genève, tijdens een partijtje tennis.

## Erkenning

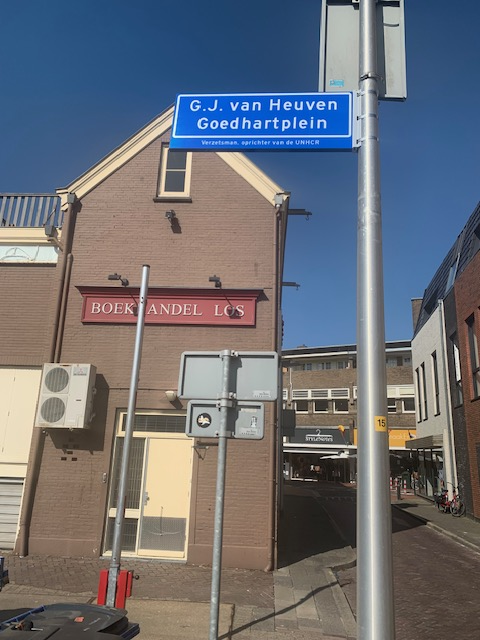
Gerrit van Heuven Goedhartplein in Bussum

In 1954 kreeg het Bureau van de Hoge Commissaris voor de Vluchtelingen de Nobelprijs voor de Vrede. Van Heuven Goedhart nam als eerste commissaris de prijs in ontvangst en hield de acceptatietoespraak
Als eerbetoon zijn meerdere straten en wegen naar hem vernoemd, zo is er de Van Heuven Goedhartlaan in Amstelveen, Assen, 's-Gravenzande, Hoofddorp en Utrecht, een Van Heuven Goedhartstraat in Reeuwijk, Schiedam en Voorschoten, een Van Heuven Goedhartweg in Schoonhoven, de Van Heuven Goedhartsingel in Gouda en een Gerrit Jan van Heuven Goedhart fietsbrug in Wassenaar.
Stichting Vluchteling in Den Haag reikt sinds 2001 tweejaarlijks de Van Heuven Goedhart-Penning uit, onder andere aan Cynthia Maung (2001), Karak Mayik Nyok (2004), Denis Mukwege (2010), Saw Win Kyaw (2012) en aan de Syrische dokters Mohammad Al Smadi en Mahmoud Aldyab (2014).
In 2000 wijdde het tv-programma Andere Tijden een uitzending door Carla Tromp en Ad van Liempt aan Van Heuven Goedhart, "een grote, vergeten Nederlander".
Op 1 maart 2011 werd in het Anne Frank Huis zijn officiële biografie van de hand van Jeroen Corduwener (Riemen om de kin!) gepresenteerd in het bijzijn van onder meer Ruud Lubbers en professor Kalmthout, alsmede zijn dochters Karin en Bergliot, uit zijn huwelijk met Erna Hauan.
Op 19 maart 2025 werd het plein achter Boekhandel Los te Bussum, zijn geboortehuis, naar hem vernoemd. Het heet voortaan "Gerrit Jan van Heuven Goedhartplein".

## Publicaties
- Gerrit Jan Goedhart: De ontwikkeling van de werkloosheidsverzekering in Nederland. Proefschrift Rijksuniversiteit Leiden. Uitg. Becht, Amsterdam, 1926.
- Gerrit Jan Goedhart & Albert Roeterink: De ontwikkeling der arbeidsbemiddeling in Nederland. Uitgeverij Becht, Amsterdam, 1929.
- G.J. van Heuven Goedhart: Onrust in het land van Masaryk. Utrecht, Bijleveld, 1938.
- G.J. van Heuven Goedhart: Finland zoals ik het zag. Kampen, Kok, 1940.
- Minister Van Heuven Goedhart: Landgenoten in verdrukking. [S.l.], 1944
- G.J. van Heuven Goedhart: De reis van "Colonel Blake". Utrecht, Erven J.Bijleveld, 1945.
- G.J. van Heuven Goedhart: Over het nieuwe Nederland. Utrecht, Erven J.Bijleveld, 1945.